# Lavrencij
Lavrencij je kemični element, ki ima v periodnem sistemu simbol Lr in atomsko število 103.